# Харченки (Сумський район)
Ха́рченки — село в Україні, у Лебединській міській громаді Сумського району Сумської області. Населення становить 15 осіб. До 2020 орган місцевого самоврядування — Гарбузівська сільська рада.

## Географія
Село Харченки знаходиться неподалік від витоків річки Ревки. Примикає до села Панченки, за 0,5 км — село Гарбузівка. Поруч прокладено залізницю, станція Стеблянки за 1 км.

## Історія
12 червня 2020 року, відповідно до Розпорядження Кабінету Міністрів України № 723-р «Про визначення адміністративних центрів та затвердження територій територіальних громад Сумської області» увійшло до складу Лебединської міської громади.
19 липня 2020 року, після ліквідації Лебединського району, село увійшло до Сумського району.